# Крестогрудая черепаха
Крестогрудая черепаха, или большая крестогрудая черепаха, или обыкновенный стауротип, или хуау (Staurotypus triporcatus) — вид иловых черепах.
Карапакс довольно крупный, длиной до 40 см. На нём выступают три продольных гребня. Брюшной щит маленький и узкий, но соединён со спинным прочной костной перемычкой. Крестогрудая черепаха населяет реки Восточной Мексики и Гватемалы.